# 芦岭镇
芦岭镇，是中华人民共和国安徽省宿州市埇桥区下辖的一个乡镇级行政单位。

## 行政区划
芦岭镇下辖以下地区：
芦岭社区、安阳村、曹坊村、北王寨村、相王村、南王寨村、王老庄村、路口村、花庄村、芦南村、陈堂村、桥口村、丁桥村、矿一分会社区、矿二分会社区、矿三分会社区、矿四分会社区、矿五分会社区、矿六分会社区、矿七分会社区、矿八分会社区、矿九分会社区、矿十分会社区、矿十一分会社区、矿十二分会社区、矿十三分会社区、矿十四分会社区和矿十五分会社区。